# Sultans of Swing
Sultans of Swing is de debuutsingle van de Britse rockband Dire Straits uit 1978. Op 19 mei van dat jaar werd het nummer op single uitgebracht.

## Achtergrond
De eerste versie van 'Sultans of Swing' werd als demo in de Pathway Studio's in Londen opgenomen. Dire Straits kreeg naar aanleiding van de demo (en airplay in het programma van BBC radio dj Charlie Gillett) twee maanden na de opname een contract aangeboden van de Nederlandse platenmaatschappij Phonogram, die het nummer destijd in een ingekorte versie via sublabel Vertigo op single uitbracht.
De looptijd van de volledige demoversie, die als basis voor de Nederlandse single release diende, is 05:47. De ingekorte Pathwayversie die op de 7 inch single (Vertigo 6059 206) terechtkwam, is met een looptijd van 4:58 bijna een minuut korter en tot dusver nooit op CD uitgebracht.
Wel verscheen de volledige Pathwayversie (met de originele B-kant, de liveversie van 'Eastbound Train') op streaming audiodiensten, zoals het Franse Qobuz.com.
De Nederlandse landelijke radiozenders pikten de plaat  op, waarna deze in de destijds drie landelijke hitlijsten binnenkwam. Het nummer werd daarna opnieuw opgenomen in de Londense Basing Street studios en uitgebracht in het Verenigd Koninkrijk en in de Verenigde Staten.
De Pathwayversie van 'Sultans of Swing' is redelijk eenvoudig van de Basing Streetversie te onderscheiden: de geluidskwaliteit van de heropname (productie: Muff Windood) is beter, de demo is 5:54 lang waar de heropname op het album 5:48 is.
Mark Knopfler speelde op een rode Stratocaster uit 1961, maar met andere gitaarelementen erin. Het nekelement was een Dimarzio Fs-1, het middelste element was een oud Fenderelement type "Fender vintage 57/62" en het brugelement was hetzelfde als het middelste element. De versterker die hij gebruikte was de zeer bekende Roland Jazz Chorus JC-120. Deze versterker is gek genoeg geen buizenversterker maar een simpele transistorversterker.
De plaat werd wereldwijd een hit. In thuisland het Verenigd Koninkrijk bereikte 'Sultans of Swing' de 8e positie in de UK Singles Chart en in Ierland, Australië, de Verenigde Staten en Canada de 6e positie. In Nieuw-Zeeland werd de 12e positie bereikt en in Duitsland de 20e.
In Nederland was de plaat op maandag 31 juli 1978 de 136e AVRO's Radio en TV-Tip op Hilversum 3 en werd een grote hit in de destijds drie landelijke hitlijsten op de nationale publieke popzender. De plaat bereikte de 10e positie in de Nederlandse Top 40, de 11e positie in de Nationale Hitparade en piekte op de 8e positie in de destijds nieuwe hitlijst; de op donderdag 1 juni 1978 gestarte TROS Top 50. In de op Hemelvaartsdag 1976 gestarte Europese Hitlijst op Hilversum 3, de TROS Europarade, werd de 15e positie bereikt.
In België werd de 14e positie van zowel de voorloper van de Vlaamse Ultratop 50 als de Vlaamse Radio 2 Top 30 bereikt. In Wallonië werd géén notering behaald.
Sinds de allereerste editie in december 1999 staat de plaat steevast genoteerd in de hogere regionen van de jaarlijkse NPO Radio 2 Top 2000 van de Nederlandse publieke radiozender NPO Radio 2, met als hoogste notering tot nu toe een 10e positie in 2001.

## Hitnoteringen

### Evergreen Top 1000
| Evergreen Top 1000 Sultans Of Swing | Evergreen Top 1000 Sultans Of Swing | Evergreen Top 1000 Sultans Of Swing | Evergreen Top 1000 Sultans Of Swing | Evergreen Top 1000 Sultans Of Swing | Evergreen Top 1000 Sultans Of Swing | Evergreen Top 1000 Sultans Of Swing | Evergreen Top 1000 Sultans Of Swing | Evergreen Top 1000 Sultans Of Swing | Evergreen Top 1000 Sultans Of Swing | Evergreen Top 1000 Sultans Of Swing | Evergreen Top 1000 Sultans Of Swing | Evergreen Top 1000 Sultans Of Swing | Evergreen Top 1000 Sultans Of Swing | Evergreen Top 1000 Sultans Of Swing | Evergreen Top 1000 Sultans Of Swing | Evergreen Top 1000 Sultans Of Swing |
| Jaar                                | 2008                                | 2009                                | 2010                                | 2011                                | 2012                                | 2013                                | 2014                                | 2015                                | 2016                                | 2017                                | 2018                                | 2019                                | 2020                                | 2021                                | 2022                                | 2023                                |
| ----------------------------------- | ----------------------------------- | ----------------------------------- | ----------------------------------- | ----------------------------------- | ----------------------------------- | ----------------------------------- | ----------------------------------- | ----------------------------------- | ----------------------------------- | ----------------------------------- | ----------------------------------- | ----------------------------------- | ----------------------------------- | ----------------------------------- | ----------------------------------- | ----------------------------------- |
| Positie                             | -                                   | -                                   | -                                   | -                                   | -                                   | -                                   | -                                   | 85                                  | 51                                  | 95                                  | 83                                  | 96                                  | 116                                 | 84                                  | 73                                  | 65                                  |

### NPO Radio 2 Top 2000
| Nummer met noteringen in de NPO Radio 2 Top 2000 | '99 | '00 | '01 | '02 | '03 | '04 | '05 | '06 | '07 | '08 | '09 | '10 | '11 | '12 | '13 | '14 | '15 | '16 | '17 | '18 | '19 | '20 | '21 | '22 | '23 | '24 |
| ------------------------------------------------ | --- | --- | --- | --- | --- | --- | --- | --- | --- | --- | --- | --- | --- | --- | --- | --- | --- | --- | --- | --- | --- | --- | --- | --- | --- | --- |
| Sultans of Swing                                 | 20  | 16  | 10  | 16  | 15  | 27  | 28  | 27  | 28  | 23  | 32  | 25  | 30  | 28  | 21  | 27  | 25  | 26  | 26  | 20  | 26  | 27  | 25  | 20  | 20  | 16  |

1. ↑  Een vetgedrukt getal geeft de hoogste notering aan.

### JOE FM Hitarchief Top 2000
| Sultans of Swing' JOE fm Hitarchief Top 2000 | Sultans of Swing' JOE fm Hitarchief Top 2000 | Sultans of Swing' JOE fm Hitarchief Top 2000 | Sultans of Swing' JOE fm Hitarchief Top 2000 | Sultans of Swing' JOE fm Hitarchief Top 2000 |
| Jaar                                         | 2009                                         | 2010                                         | 2011                                         | 2012                                         |
| -------------------------------------------- | -------------------------------------------- | -------------------------------------------- | -------------------------------------------- | -------------------------------------------- |
| Positie                                      | 35                                           | 33                                           | 26                                           | 12                                           |

## Trivia
Het verhaal gaat dat Sultans of Swing populair geworden is in Nederland dankzij Willem van Schijndel. Naast zanger van De Deurzakkers, heeft Van Schijndel ook gewerkt als platen plugger. In deze hoedanigheid heeft hij ook Sultans of Swing gepromoot op Hilversum 3, waardoor de plaat uiteindelijk op maandag 31 juli 1978 werd verkozen tot de 136e AVRO's Radio en TV-Tip op de AVRO maandag en werd vervolgens ook veel gedraaid op de best beluisterde dag op Hilversum 3, de TROS donderdag. Dit vertelde Van Schijndel in een aflevering van KRO's Profiel van 25 februari 2009. Tevens werd het nummer gedraaid in de eerste minuten van de aflevering als achtergrondmuziek.
Mark Knopfler · John Illsley
Guy Fletcher · Alan Clark · David Knopfler · Pick Withers · Hal Lindes · Terry Williams · Jack Sonni